# پوند مانکس
پوند مانکس (به انگلیسی: Manx pound) یکای پول رایج در کشور جزیره من است. مسئولیت کنترل این یکای پول برعهدهٔ خزانه داری جزیره من قرار دارد.